# Jordi Galves i Pasqual
Jordi Galves i Pasqual (Gavà, 6 de març de 1967), és un escriptor, assagista, filòleg i professor universitari català, resident a Olot. Crític literari i defensor de la llengua catalana, ha impartit cursos sobre literatura i té una visió àmplia i crítica del panorama literari català i universal.
Fou abrandat defensor de Carles Puigdemont fins que decebut amb la deriva del procés d'independència passà a ser molt crític amb els líders i especialment am Puigdemont. Fou denunciat per Inés Arrimadas per delicte d’odi a seu article «Cornellà no és com Catalunya», publicat el mes de novembre de 2017 a El Nacional, i li van demanar tres anys de presó. El cas fou sobresegut pels jutjats de Cornellà ael març de 2018, i es considerà una victòria de la llibertat d'expressió.
Columnista de la revista El Temps, en fou acomiadat al març de 2020. Ha estat col·laborador habitual d'aquesta revista i del diari El Nacional, i presentador i entrevistador del programa «No callis res» de República TV.